# Dorian Lough
Dorian Lough (Kensington, 27 aprile 1966) è un attore britannico.
Ha recitato in Trial & Retribution, interpretando la parte di Dave Satchell, e in EastEnders, nella parte di Ray Taylor. Lough è inoltre noto per essere apparso nel video della canzone dei Radiohead Just.

## Filmografia parziale

### Cinema
- Notting Hill, regia di Roger Michell (1999)
- Via dalla pazza folla (Far from the Madding Crowd), regia di Thomas Vinterberg (2015)
- Brimstone, regia di Martin Koolhoven (2016)
- Rachel (My Cousin Rachel), regia di Roger Michell (2017)
- Il ritratto del duca (The Duke), regia di Roger Michell (2020)
- La maledizione della Queen Mary (The Queen Mary), regia di Gary Shore (2023)

### Televisione
- EastEnders – soap opera, 9 puntate (1996, 2004-2005)
- Testimoni silenziosi (Silent Witness) – serie TV, episodi 1x05-15x09-15x10 (1996, 2012)
- Trial & Retribution – serie TV, 35 episodi (1997-2009)
- Metropolitan Police (The Bill) – serie TV, 8 episodi (1997-2009)
- Lucky Jim, regia di Robin Sheppard – film TV (2003)
- Carlo II - Il potere e la passione (Charles II: The Power & the Passion) – miniserie TV, puntate 01-02-03 (2003)
- Ashes to Ashes – serie TV, episodio 2x07 (2009)
- Jo – serie TV, episodio 1x03 (2013)
- The Smoke, regia di Mike Barker, Samuel Donovan e Julian Holmes – miniserie TV (2014)
- Peaky Blinders – serie TV, episodi 2x01-2x04-2x05 (2014)
- New Blood – serie TV, 7 episodi (2016)
- Testimone d'accusa (The Witness for the Prosecution), regia di Julian Jarrold – miniserie TV (2016)
- Prime Suspect 1973 – miniserie TV, puntate 01-02-05 (2017)
- The Trial of Christine Keeler – serie TV, 5 episodi (2019-2020)
- The Last Kingdom – serie TV, 6 episodi (2020-2022)
- White House Farm – miniserie TV, 4 puntate (2020)